# نینا سیمون

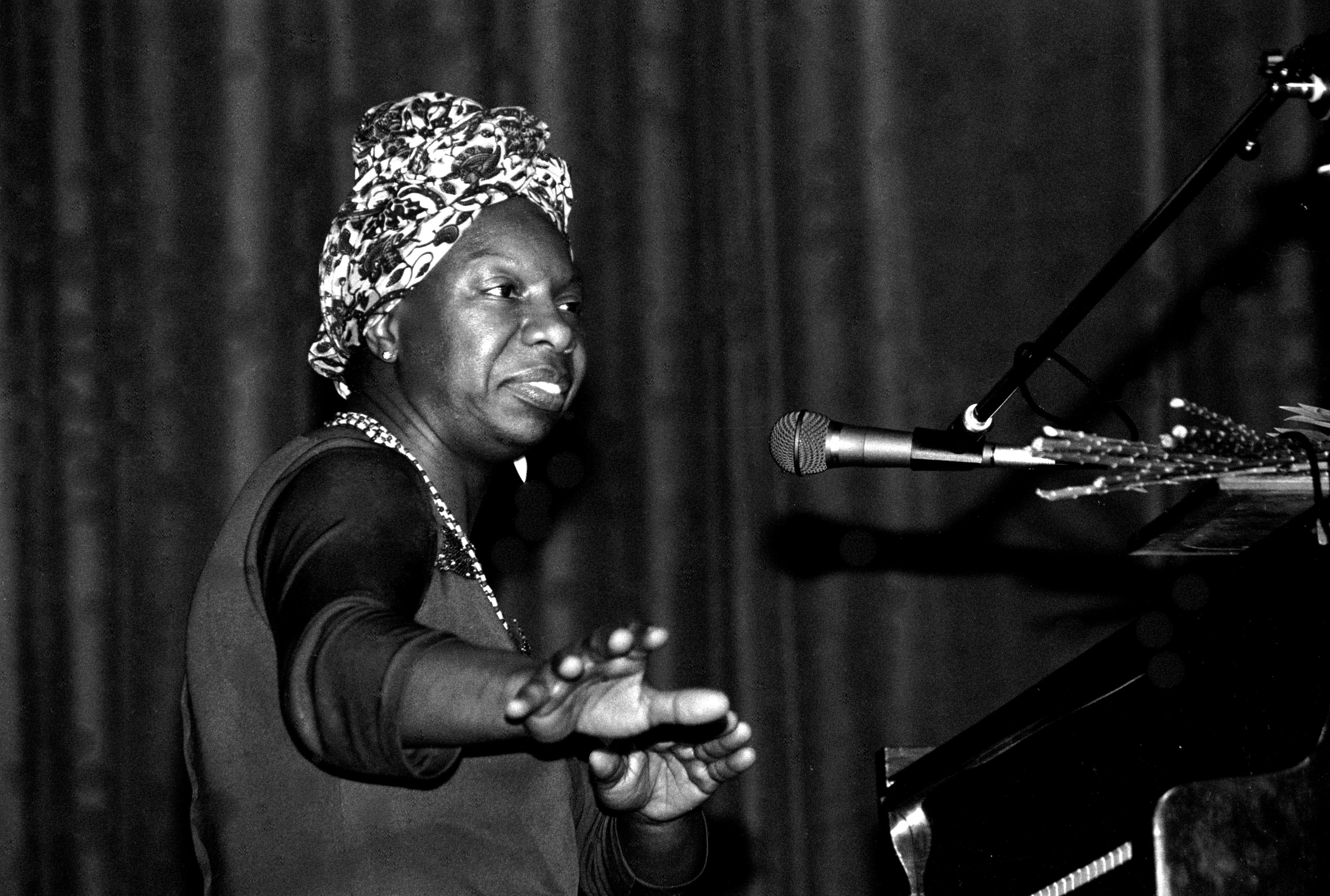

یونیس کتلین وِیمون (به انگلیسی: Eunice Kathleen Waymon) (زادهٔ ۲۱ فوریه ۱۹۳۳- درگذشتهٔ ۲۱ آوریل ۲۰۰۳)، که به نام هنری خود نینا سیمون (به انگلیسی: Nina Simone) مشهور است، خواننده، ترانه‌سرا، نوازنده پیانو و فعال حقوق مدنی آمریکا بود. حس خوب، دوستت دارم پورگی، تو را افسون کردم از ترانه‌های مشهور وی هستند.

## زندگی
نینا ششمین فرزند یک خانواده فقیر، در تریون کارولینای‌شمالی به دنیا آمد. از سه‌سالگی شروع به نواختن پیانو کرد و از همان کودکی در کلیسای محلی اجراهایی داشت. دوازده‌ساله بود که اولین کنسرتش در زمینه موسیقی‌کلاسیک را برگزار کرد. پس از پایان دبیرستان برای ورود به مؤسسه موسیقی کرتیس در فیلادلفیا اقدام کرد که درخواستش پذیرفته نشد، مسئله‌ای که سیمون معتقد بود ارتباط مستقیم با نژادش و رنگ پوستش داشت. پس از این ماجرا به نیویورک نقل مکان کرد و در مدرسه موسیقی جولیارد شروع به تحصیل کرد. برای تأمین مخارج زندگی، به خوانندگی و نوازندگی در یک بار روی آورد و از آنجا بود که به خاطر سبک خاصش به تدریج دارای طرفدار و شهرت شد.

وی در سال ۲۰۰۰ برنده جایزه گرمی شد درحالی‌که پیشتر ۱۵ بار نامزد این جایزه شده بود. به او هم‌چنین دو مدرک دکترای افتخاری در زمینهٔ موسیقی و علوم انسانی اعطا شد.

نینا سیمون با تلفیق و ترکیب موسیقی کلاسیک، جاز و پاپ سبکی بسیار شخصی و غیرمتعارف پدیدآورد و در طول بیش از ۴ دهه فعالیت هنری با آثار و اجراهای مملو از شور و شوق و احساس تأثیر فراوانی بر دیگر موسیقیدانان گذاشت.

## مرگ
در سال ۱۹۹۳ سیمون در جنوب فرانسه ساکن شد. او که چندین سال از بیماری سرطان پستان رنج می‌برد سرانجام در تاریخ ۲۱ آوریل ۲۰۰۳ در منزلش درگذشت.